# William Henry Waddington
William Henry Waddington (Saint-Rémy-sur-Avre, Eure-et-Loir, 11 de diciembre de 1826 - París, 12 de enero de 1894) fue un político y arqueólogo francés, y primer ministro de Francia del 4 de febrero al 28 de diciembre de 1879.

## Primeros años y educación
Waddington nació en Saint-Rémy-sur-Avre (Eure-et-Loir), hijo de un rico inglés, que había establecido una gran fábrica de hilado en Francia y se había naturalizado como ciudadano francés, y de su esposa francesa. Después de recibir su primera educación en París, fue enviado a la Rugby School y luego al Trinity College de la Universidad de Cambridge. Remó con el equipo victorioso de Cambridge en la regata Oxford-Cambridge en el río Támesis en marzo de 1849; aunque no participó en la competencia en diciembre de ese año que fue ganada por Oxford.

## Investigación arqueológica
Al retornar a Francia, Waddington se dedicó algunos años a la investigación arqueológica. Viajó a Asia Menor, Grecia y Siria y registró sus experiencias y descubrimientos en dos memorias, reconocidas por el Instituto de Francia, y en sus Mélanges de numismatique et de philologie ("Numismatic and Philological Miscellanies", 1861).
Con excepción de su ensayo sobre La Iglesia protestante en Francia, publicado en 1856 en Cambridge Essays, todas sus publicaciones se dedicaron a la arqueología. Incluyeron sus Fastes de l'empire romain ("Los esplendores del Imperio romano") y ediciones del Edicto sobre Precios Máximos de Diocleciano y del Voyage archéologique de Philippe Lebas (1868-1877). En 1865, fue elegido miembro de la Academia de las inscripciones y lenguas antiguas. 

## Carrera política

### Cámara de Diputados
Después de fracasar en conseguir un escaño en la Cámara de Diputados por el departamento del Aisne en 1860 y 1865, Waddington logró llegar a la Cámara por esa circunscripción en las elecciones de 1871. Fue Ministro de Instrucción Pública en el efímero gabinete del 18-24 de mayo de 1873.

### Senador por el Aisne

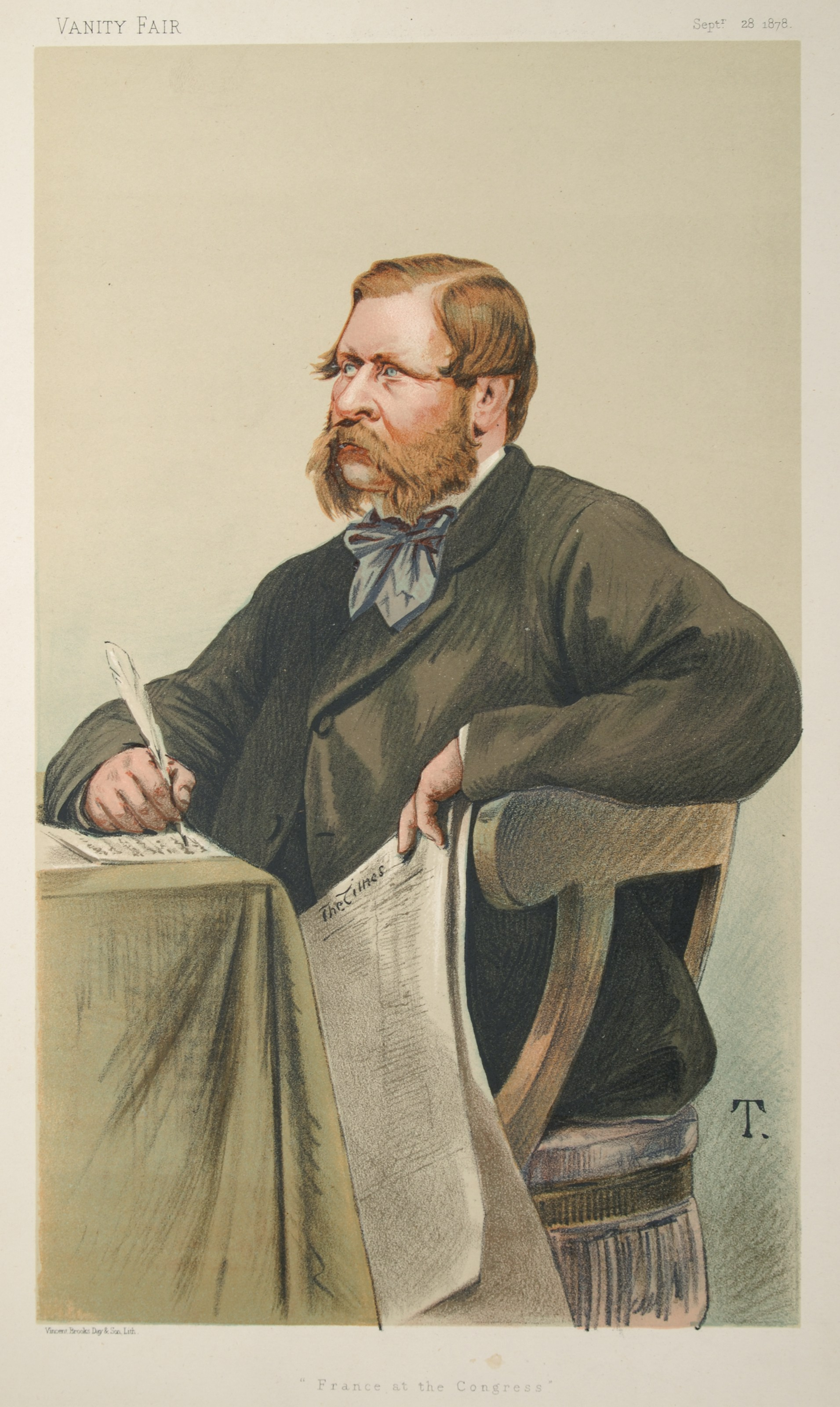
"Francia en el Congreso". Caricatura por T publicada en Vanity Fair en 1878.

En 1876, tras haber sido reelegido senador por el Aisne, el primer ministro Jules Dufaure le confió nuevamente el Ministerio de Instrucción Pública. Debido a que era protestante, no se le permitió combinar el Ministerio de Culto Público con la cartera de Instrucción Pública, como había sido la costumbre en las asignaciones ministeriales. Su proyecto más importante, un proyecto de ley que transfería la concesión de grados al Estado, fue aprobada por la Cámara de Diputados, pero rechazada por el Senado en 1885.
Continuó en el cargo bajo el gobierno de Jules Simon, junto con quien fue depuesto en el famoso seize mai (16 de mayo de 1877). El triunfo de los republicanos en las elecciones generales lo llevaron nuevamente al poder el siguiente diciembre como Ministro de Asuntos Exteriores, en el gabinete de Dufaure. Waddington fue uno de los plenipotenciarios franceses en el Congreso de Berlín de 1878. La cesión de Chipre al Reino Unido fue, en un principio, denunciada por la prensa francesa como una gran golpe a su reputación diplomática; sin embargo, consiguió, en una conversación con Lord Salisbury, la promesa de que el Reino Unido permitiría a cambio que Francia tuviera vía libre en Túnez.

### Primer ministro de Francia
A inicios de 1879, Waddington sucedió a Dufaure como primer ministro de Francia. Como ejerció el cargo con la oposición de Léon Gambetta, procuró mantener la paz entre los radicales y los reaccionarios hasta que el retraso de reformas urgentes le hicieron perder el apoyo de todos los partidos. Fue forzado a abandonar el cargo el 27 de diciembre de ese mismo año. Entonces, negó el ofrecimiento de convertirse en embajador en Londres y, en 1880 fue ponente en el comité para la adopción del scrutin de liste en las elecciones, sobre el que pronunció un fallo adverso.

### Embajador de Londres
En 1883, Waddington aceptó la embajada en Londres, la cual ocupó hasta 1893. En este puesto, mostró una excepcional tenacidad en defensa de los intereses de su país. Su esposa, la estadounidense Mary Alsop King escribió sus memorias de las experiencias diplomáticas en dos libros: Letters of a Diplomat's Wife, 1883–1900 (Nueva York, 1903) e Italian Letters of a Diplomat's Wife (1904).